# Christian Weber (Kontrabassist)

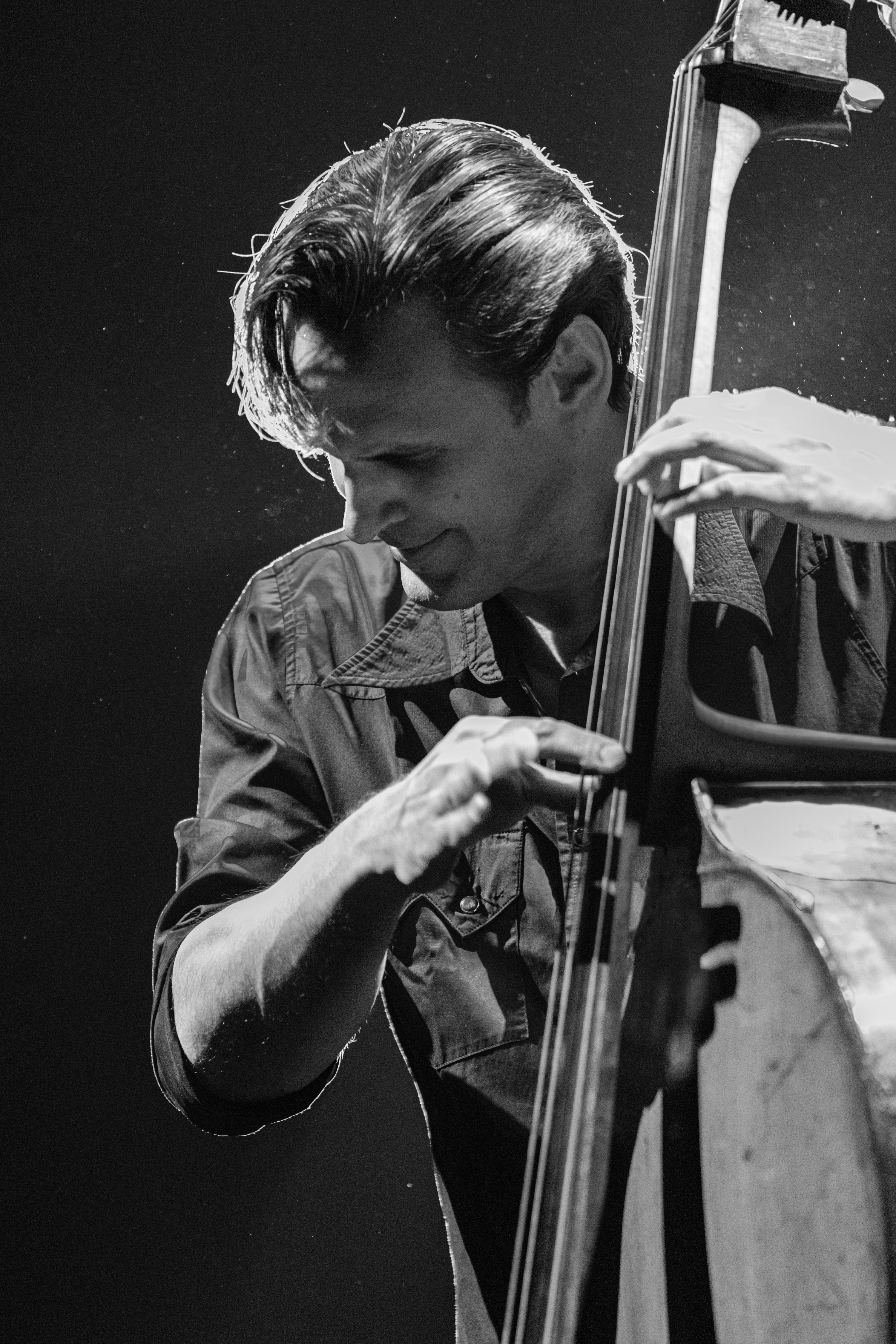
Christian Weber 2021 Solo Jazzfestival Schaffhausen

Christian Weber (* 1972 in Zürich) ist ein Schweizer Kontrabassist, der insbesondere im Bereich der freien Improvisation und des Jazz bekannt ist.

## Leben und Wirken
1990 begann Christian Weber Kontrabass zu spielen. Nach Privatunterricht in Zürich zog er 1993 nach Graz für ein Studium an der dortigen Hochschule für Musik und darstellende Kunst. Gleichzeitig begann er ein Studium bei Adelhard Roidinger am Bruckner-Konservatorium Linz, das bis 1998 dauerte und vom klassischen Unterricht beim Wiener Kontrabassisten Ernst Weissensteiner abgelöst wurde.
Heute lebt Weber in Zürich und spielt in diversen Projekten wie: WAL mit Joke Lanz (turntables) und Bruno Amstad (voc), Trios mit Chris Wiesendanger (p) und Dieter Ulrich beziehungsweise Claudia Ulla Binder (p) und Dieter Ulrich sowie „WWW“ mit Michel Wintsch (p) und Christian Wolfarth (dr) und „Mersault“ mit Tomas Korber (guit/elec) und Christian Wolfarth.
2001 erhielt Weber von Pro Helvetia einen Kompositionsauftrag und schrieb für ein von ihm geleitetes Quintett 3 Suits & A Violin (mit Hans Koch (sax/elec), Martin Siewert (guit/elec), Michael Moser (vcl) und Christian Wolfarth).
Mitgewirkt hat Christian Weber bei Sextett bzw. Quartett von Co Streiff, Die Welttraumforscher, Neuromodulator, Philipp Schaufelberger Trio, Sudden Infant, Steamboat Switzerland und vielen anderen. Weiterhin beschäftigt er sich mit zeitgenössischer komponierter Musik und arbeitet mit dem Wiener Komponisten-Kollektiv „Gegenklang“ zusammen.
Webers Zusammenarbeit mit Musikern wie Lina Allemano, Bruno Amstad, Julian Argüelles, Alexandre Babel, Johannes Bauer, Han Bennink, Jeb Bishop, John Butcher, Lol Coxhill, Jacques Demierre, Robert Dick, Christy Doran, Gerd Dudek, Paul Dunmall, Dietrich Eichmann, Ellery Eskelin, Pierre Favre, Charles Gayle, Frank Gratkowski, Michael Griener, Uli Gumpert, Gerry Hemingway, Russ Johnson, Jason Kahn, Vera Kappeler, Rob Kloet, Hans Koch, Peter Kowald, Joachim Kühn, Oliver Lake, Joke Lanz, Urs Leimgruber, Werner Lüdi, Paul Lytton, Rudi Mahall, Phil Minton, Norbert Möslang, Simon Nabatov, Lucas Niggli, Evan Parker, Wolfgang Puschnig, Wolfgang Reisinger, Olaf Rupp, Alexander von Schlippenbach, Manfred Schoof, Irène Schweizer, Elliott Sharp, Martin Siewert, Aki Takase, Michael Thieke, Dieter Ulrich, Tom Varner, Michel Wintsch, Stephan Wittwer, Nils Wogram, Christian Wolfarth, Michael Wollny, Nate Wooley, Otomo Yoshihide und vielen anderen ist auf über 100 Tonträgern dokumentiert.
Er war auch auf vielen Festivals in Europa zu hören. Tourneen machte er durch Israel, die Volksrepublik China, Taiwan, Kuwait, Japan und die USA.
Seit 2022 ist Weber künstlerischer Professor an der HSLU, als Gastdozent unterrichtete er an den Hochschulen in Basel, Bern und Lausanne.

## Diskographische Hinweise
- mnemosonik (trio bekic/weber/herrmann), Extraplatte 1999
- Unsung Songs (Peyer/Weber/Stoffner), Unit Records 2000
- Momentum 3 (Brennan/Denzler/Weber/Wolfarth), Leo Records 2002
- law & disorder (WeberAmstadLanz), Unit Records 2003
- BOX (Binder/Weber/Ulrich), Origin 2005
- Live in Shenzen, Shanghai and Taipei (Day & Taxi), Percaso 2005
- We Concentrate (Wiesendanger/Weber/Ulrich), hatOLOGY 2006
- OUT (Day & Taxi), Percaso 2006
- WWW (Wintsch/Weber/Wolfarth), Leo Records 2006
- 3 Suits & A Violin (Christian Weber), HatOLOGY 2006
- Zürcher Aufnahmen (Kahn/Korber/Weber), LongboxRecordings 2007
- The Amazing Dr. Clitterhouse (Thieke/Griener/Weber), Ayler Records 2007
- Yamaguchi (Signal Quintet), cut 2007
- Signal to Noise Vol. 2 (Korber/Weber/Yamauchi), for4ears 2007
- Raymond & Marie (Mersault), formed 2007
- Michael Thieke, Michael Griener und Christian Weber: The Amazing Dr. Clitterhouse, 2007
- Signal to Noise Vol. 4 (Kahn/Korber/Möslang/Müller/Weber/Yamauchi), for4ears 2007
- London Meets Altbüron (Picard/Dunmall/Rogers/Weber/Levin), Dun’s Limited Edition 2008
- Walcheturm Solo, Cut 2008
- For a Little Dancin’ (Lake/Weber/Ulrich), Intakt 2010
- Six Feet Under (Wooley/Weber/Lytton), NoBusiness 2012
- Wintsch Weber Wolfarth The Holistic Worlds of … 2012 Monotype Records (MonoLP010)
- Wintsch Weber Wolfarth Willisau, 2012 (hatOLOGY 725)
- Wintsch Weber Wolfarth Thieves Left That Behind, 2015 Veto Exchange (012)
- The Peeled Eye (Hauf/Siewert/Weber/Heather) Shameless 2015
- Berlin Tapes (Joke Lanz & Christian Weber) Blossoming Noise 2016
- Sensations of Tone (Eskelin/Weber/Griener) Intakt 2017
- Buddhist Nihilism (Sudden Infant) Harbinger 2018
- kangaroo_kitchen (Lanz/Kahn/Möslang/Müller/Weber) mikroton 2019
- The Pearls (Eskelin/Weber/Griener) Intakt 2019
- Altbüron (The Workers) Wide Ear Records 2020
- Lunatic Asylum (Sudden Infant) Fourth Dimension Records 2022
- Tetrapylon (Studer/Frey/Schlegel/Weber) Leo 2023
- Saarbrücken (The Workers) Wide Ear Records 2023
- Russ Johnson, Christian Weber, Dieter Ulrich: To Walk on Eggshells (2025)